# Locmiquélic
Locmiquélic (bret. Lokmikaelig) – miejscowość i gmina we Francji, w regionie Bretania, w departamencie Morbihan.
Według danych na rok 1990 gminę zamieszkiwały 4094 osoby, a gęstość zaludnienia wynosiła 1144 osoby/km² (wśród 1269 gmin Bretanii Locmiquélic plasuje się na 114. miejscu pod względem liczby ludności, natomiast pod względem powierzchni na miejscu 1055.).